# Adattamento del diritto italiano al diritto internazionale
L'adattamento del diritto italiano al diritto internazionale è un procedimento attraverso il quale il diritto della Repubblica Italiana si adegua a disposizioni del diritto internazionale o comunque di un ordinamento sovranazionale. 
In particolare, con l'evoluzione del diritto dell'Unione Europea, l'adattamento del diritto interno al diritto comunitario è diventata una questione di primaria importanza nell'attività dottrinale e giurisprudenziale.

## Contesto ed evoluzione storica
Ha senso parlare di adattamento solo nell'ottica dell'impostazione "dualistica", ossia di separazione tra l'ordinamento di uno Stato e quello internazionale. Infatti, sostenendo l'opposta tesi "monistica", non ci sono problemi a ritenere le norme di diritto internazionale direttamente efficaci all'interno dello Stato che ne abbia ratificato l'efficacia.
I sostenitori della separazione degli ordinamento ritengono che le norme internazionali, in quanto si riferiscono ad un ordinamento fondato su rapporti tra Stati, siano strutturalmente inadeguate ad essere applicate direttamente all'interno di un ordinamento statale, che invece regola rapporti tra singoli individui. 
È per questo che l'articolo 10 comma 1 della vigente Costituzione italiana parla di "conformazione" del diritto interno al diritto internazionale, mentre la disposizione che ne è stata storicamente il modello, l'articolo 4 della Costituzione tedesca "di Weimar" del 1919, prevedeva che le norme internazionale fossero "parti integranti" ("Bestandteile") del diritto interno.

## Tecniche di adattamento
Esistono un procedimento ordinario di adattamento e due procedimenti speciali, l'ordine di esecuzione ed il dispositivo di adattamento automatico.
Il procedimento ordinario di adattamento consiste semplicemente nell'emanazione di una comune legge che contenga la materia dell'accordo internazionale.
L'ordine di esecuzione, invece, è una disposizione "in bianco" che rinvia ellitticamente al testo del trattato, in genere con la formula "si dà piena ed intera esecuzione al trattato" o simili. Si discute in dottrina la natura del rinvio così operato, se sia fisso (ovvero cristallizzi il testo e l'ambito di efficacia del trattato al momento della ratifica) oppure se presenti elementi di mobilità. Quel che è certo è che l'efficacia del rinvio operato dall'ordine di esecuzione è subordinata alla ratifica, che nel nostro ordinamento spetta al Presidente della Repubblica o al Parlamento (articoli 80 e 87 Cost.).
Il dispositivo automatico invece opera come un "trasformatore permanente" (secondo la definizione del giurista Perassi), producendo un continuo rinvio (senz'altro mobile) "automatico, completo, immediato e continuo". Nell'ordinamento italiano questo dispositivo è costituito dall'articolo 10 comma 1 della Costituzione: "L'ordinamento giuridico italiano si conforma alle norme del diritto internazionale generalmente riconosciute". La disposizione fa dunque esplicito riferimento al solo ambito del diritto internazionale "generale", con esclusione del diritto internazionale "pattizio", per cui la dottrina maggioritaria e la prassi ritengono sempre necessario l'adattamento mediante ordine di esecuzione (o procedimento ordinario).
Una tecnica legislativa per ottenere l'ingresso di norme di un ordinamento diverso all'interno di un ordinamento statale è il rinvio, che opera nel campo del diritto privato internazionale (la materia, un tempo regolata dagli articoli 17-31 delle Disposizioni preliminari al Codice Civile, ora è trattata dalla legge 218/1995).

### La tesi di Joseph Schmitt e Rolando Quadri
Secondo una teoria minoritaria sostenuta in Germania dall'ecclesiasticista tedesco Joseph Schmitt (omonimo del più noto costituzionalista a lui contemporaneo, Karl Schmitt) e raccolta in Italia da Rolando Quadri, il dispositivo automatico ex art. 10 comma 1 Cost. si estenderebbe anche al diritto internazionale pattizio, in forza del principio "pacta sunt servanda".
La prassi non segue comunque questa linea di pensiero, benché sostenuta ancora da autorevole dottrina. Peraltro la tesi Quadri sarebbe rafforzata dall'intervento del legislatore costituzionale nell'ambito della riforma del Titolo V del 2001, con il nuovo articolo 117 comma 1 che recita: "La potestà legislativa è esercitata dallo Stato e dalle Regioni nel rispetto [...] dei vincoli derivanti dall'ordinamento comunitario e dagli obblighi internazionali".

## La dottrina sull'adattamento delle norme dell'UE
La dottrina ha sempre ritenuto i trattati CE di valore superiore alla legge, vuoi in base a un'interpretazione dell'art. 11 della Costituzione, vuoi per un principio di specialità "sui generis" basata sulla "presunzione di conformità" ai trattati internazionali.
Il percorso della giurisprudenza è stato più travagliato. 
La 1ª tappa è rappresentata dalla sentenza Costa contro Edison-Volta ed Enel del 1964, n. 14. In base a tale sentenza il trattato CE era abrogabile da legge ordinaria successiva. Questa sentenza della Corte Costituzionale italiana fu duramente criticata dalla Corte di Giustizia Europea in un'altra sentenza sempre con gli stessi protagonisti e la stessa controversia.
La 2ª tappa è rappresentata dalla sentenza Frontini contro amministrazione delle Finanze (sent. n. 183 del 1973) e dalla sentenza Industrie chimiche Italia Centrale contro Ministero del Commercio con l'estero (sent. n. 232 del 1975). Secondo tali sentenze la norma interna contrastante con i trattati è incostituzionale e tale incostituzionalità doveva essere dichiarata dalla Corte Costituzionale stessa (e non disapplicata direttamente dal giudice ordinario). La sentenza Frontini fu espressamente criticata dalla sentenza Simmenthal della Corte di Giustizia Europea.
La 3ª tappa è rappresentata dalla sentenza Granital contro Amministrazione delle Finanze (n. 170 del 1984) per la quale la norma interna contrastante è disapplicabile direttamente dal singolo giudice. In questo modo veniva a essere sanato una divergenza fra le due Corti (quella Costituzionale Italiana e quella di Giustizia Europea) di durata ventennale. La sentenza va letta in modo coordinato con la sentenza n. 300 dello stesso anno e corrispondeva alla dottrina internazionalistica più affermata in Italia. Essa diede fondamento sovraprimario al diritto europeo, con un'elaborazione al fondo ancor oggi valida; rimaneva però criticabile per vari motivi, connessi ad alcuni problemi settoriali ancora lasciati aperti.
Dopo una 4ª tappa giurisprudenziale (sentenze n. 64/1990 e n. 168/1991) che permetteva la diretta applicabilità delle direttive e dopo una 5ª tappa (sent. n. 384/1994 e n. 94/1995) che auspicava di impedire l'emanazione di norme regionali (o di eliminarle se già emanate) in conflitto con l'ordinamento UE, la soluzione definitiva del problema si ebbe con la riformulazione dell'articolo 117 della Costituzione per opera della legge Costituzionale n. 3 del 18 ottobre 2001, nella quale si fa riferimento al diritto comunitario in maniera esplicita e distinguendolo dai trattati internazionali.

### Diritto comunitario derivato
Per quanto riguarda il diritto unionale (ex comunitario) derivato basta dire:
1. che non sono necessari atti di esecuzione per i regolamenti e per le norme "self-executing";
2. che in Italia vigeva la prassi di un'unica "legge comunitaria" annuale contenente tutte le disposizioni di attuazione degli impegni a livello UE. Tale legge, dovuta alla "Legge La Pergola" (legge n. 86 del 1989) e successivamente modificata dalla "Legge Buttiglione" (legge n. 11 del 2005), era però criticata per il fatto di trattare tutte le fonti allo stesso modo. Ad oggi però è entrata in vigore la legge 234/2012 che ha introdotto la distinzione tra "legge di delegazione europea" (per gli atti da recepire con legge) e "legge europea" (per le altre fonti). Per quanto nella pratica risulti una soluzione soddisfacente, la legge di delegazione europea è stata criticata per essere una sorta di "delega in bianco" che istruisce il governo solo per quanto riguarda lo strumento da adottare per il recepimento della normativa europea.